# Кармело Бальєстер-Н'єто
Карме́ло Бальєсте́р-Н'є́то (ісп. Carmelo Ballester y Nieto; 15 лютого 1881 — 31 січня 1949) — архієпископ Компостельський (1948—1949). Народився в Картахені, Іспанія. Вступив до Конгрегації місій. Священик-лазарист (з 1903). Єпископ Леонський (1938—1943) і Віторійський (1943—1948). Під час Громадянської війни в Іспанії підтримував праві сили. Член іспанських Кортесів 1-го і 2-го скликань (1943—1949). Помер у Віторії, Іспанія, не встигши переїхати до Компостельської катедри.

## Біографія
- 15 лютого 1881: народився у Картахені, Іспанія.
- 16 серпня 1903: у віці 22 років прийняв таїнство священства; став лазаристом, священиком Конгрегації місії[2].
- 12 лютого 1938: у віці 56 років призначений єпископом Леонським[2].
- 15 травня 1938: у віці 57 років висвячений на єпископа Леонського[2].
- 10 червня 1943: у віці 62 років призначений єпископом Віторійським[2].
- 9 жовтня 1948: у віці 67 років призначений архієпископом Компостельським[2].
- 31 січня 1949: у віці 67 років помер у Віторії, Іспанія.[2].